# 聖胡安河省
聖胡安河省（西班牙語：Río San Juan）是位於尼加拉瓜東南部的一個省份。東南臨大西洋，尼加拉瓜湖的東南岸，聖胡安河形成了與哥斯大黎加邊界。於1957年成立，面積7,473平方公里，2005年人口95,500人。首府是聖卡洛斯，並下分6市。
1. ↑  Citypopulation.de Population of departments in Nicaragua